# Fondation Sapling
La Fondation Sapling (Sapling Foundation en anglais) est une organisation à but non lucratif possédant la conférence globale TED,,,,,. 
Elle a été fondée par Chris Anderson en 1996.
L'organisation décrit sa mission comme suit: « Le but de notre fondation est d'encourager la propagation de grandes idées. Elle vise à procurer une plate-forme pour les penseurs les plus intelligents, les meilleurs visionnaires et les professeurs les plus inspirants du monde, afin que des millions de personnes puissent acquérir une meilleure compréhension des plus gros problèmes auxquels le monde fait face et un désir d'aider à créer un avenir meilleur. »